# Letuš
Letuš je naselje u slovenskoj Općini Braslovči. Letuš se nalazi u pokrajini Štajerskoj i statističkoj regiji Savinjskoj. 

## Stanovništvo
Prema popisu stanovništva iz 2002. godine naselje je imalo 696 stanovnika.